# Жозеф Кессель
Жо́зеф Ке́ссель (фр. Joseph Kessel, ісп. José Elías Kessel; *10 лютого 1898, Вілья-Клара, Ентре-Ріос Аргентина — †23 липня 1979, Овернь, Валь-д'Уаз, Франція) — французький письменник і журналіст.

## Біографія
Жозеф Кессель народився 10 лютого 1898 року в містечку Вілья-Клара провінції Ентре-Ріос у Аргентині в родині мандрівного лікаря єврейського походження з Литви.
Ранні дитячі роки (1905—08) Ж.Кессель провів у Оренбурзі (Урал, Росія), де опинилась його родина, поки остаточно не переїхала до Франції. У Франції (Ніцца і Париж) Ж.Кессель здобув загальну і вищу (філологічну) освіту.
В роки Першої світової і Другої світової воєн Жозеф Кессель був військовим льотчиком, активним учасником Французького Опору. Нагороджений військовими відзнаками і медалями.
Ж.Кессель багато подорожував — його враження від цих мандрівок знайшли своє відображення в творах письменника і журналіста.
З 1962 року до кінця життя Ж.Кессель був членом Французької академії.
Письменник помер 23 липня 1979 року в Овернь (Валь-д'Уаз Франція). Похований на цвинтарі Монпарнас у Парижі.

## Творчість
У творах Кесселя відображені вічні цінності людського суспільства — людяність, взаємовиручка, додержання моральних устоїв. Чимало з написаного автором, в тому числі і один з найвідоміших творів «Армія тіней» (фр. L'Armée des ombres), присвячено діяльності французького руху Спротиву у роки фашистської окупації Франції. У деяких романах і повістях знайшли відображення мандрівки Кесселя Африкою (роман «Лев»).
Деякі твори письменника лягли в основу сценаріїв кінофільмів, зокрема, «Денна красуня» (фр. Belle de jour; стрічка Л.Бунюеля 1967 року) та ін.

## Твори
- La Steppe rouge, Gallimard, 1922
- L'Équipage, Gallimard, 1923 (нове вид. у 1969)
- Vent de sable, Hachette, 1923
- Au camp des vaincus, ou la Critique du 11 mai, Gallimard, 1924 (у співавторстві з Georges Suarez)
- Rencontre au restaurant, À l'Enseigne de la Porte Étroite, 1925
- Les Rois aveugles, Les Éditions de France, 1925
- Mary de Cork, Gallimard, 1925
- Mémoires d'un commissaire du peuple, Champion, 1925
- Le triplace, Marcelle Lessage, 1926
- Makhno et sa Juive, EOS, 1926
- Moisson d'octobre, La Cité des livres, 1926
- Le thé du Capitaine Sogoub, Au Sans Pareil, 1926
- Naki le kourouma, 1926
- Terre d'amour, Les Éditions de France, 1927
- Nuits de princes, Les Éditions de France, 1927
- La Rage au Ventre, EOS, 1927
- La Coupe fêlée. Un drôle de Noël, éditions Lemarget, 1927
- En Syrie, Simon Kra, 1927
- De la rue de Rome au chemin de Paradis., Les Editions du Cadran, 1927
- La Femme de maison ou Mariette au désert, Simon Kra, 1928
- Littérature rouge, Société de conférences de la Principauté de Monaco, 1927
- Dames de Californie, Émile Hazan, 1928
- Belle de jour, Gallimard, 1928.
- Les nuits de Sibérie, Flammarion, 1928
- La règle de l'homme, Gallimard, 1928
- Nouveaux contes. Le tocsin de pâques — Le typhique — Un tour du diable — Le commissaire de la mort — La loi des montagnes., Editions des Cahiers Libres, 1928
- Secrets parisiens, Éditions des Cahiers Libres, 1928
- Le Coup de grâce, Les Éditions de France, 1931
- De la rue de Rome au chemin de Paradis, Editions du Cadran, 1931
- Fortune carrée, Les Éditions de France, 1932
- Bas-fonds, Éditions des Portiques, 1932
- Wagon-lit, Gallimard, 1932
- Nuits de Montmartre, Les Éditions de France, 1932
- Les Nuits cruelles, Les Éditions de France, 1932
- Marchés d'esclaves, Les Éditions de France, 1933
- Les Cœurs purs, Gallimard, 1934
- Les Enfants de la chance, Gallimard, 1934
- Stavisky, l'homme que j'ai connu, Gallimard, 1934
- Le repos de l'équipage, Gallimard, 1935
- Une balle perdue, Les Éditions de France, 1935
- Hollywood, ville mirage, Gallimard, 1936
- La Passante du Sans-Souci, Gallimard, 1936
- La Rose de Java, Gallimard, 1937
- Mermoz, Gallimard, 1939
- Comment est mort le maréchal Pétain, France Forever, Executive office, 1942

- L'Armée des ombres, Charlot, 1943
- Les Maudru, Julliard-Séquana, 1945
- Le Bataillon du Ciel, Julliard, 1947
- Le Tour du malheur, Gallimard, 1950
  - La Fontaine Médicis
  - L'Affaire Bernan
  - Les Lauriers roses
  - L'Homme de plâtre
- La Rage au ventre, La nouvelle société d'édition, 1950
- La Nagaïka. Trois récits, Julliard, 1951
- Le Procès des enfants perdus, Julliard, 1951
- Au Grand Socco, Gallimard, 1952
- Les Amants du Tage, Éditions du Milieu du monde, 1954
- La Piste fauve, Gallimard, 1954
- La Vallée des rubis, Gallimard, 1955
- Témoin parmi les hommes, Del Duca, 1956
  - Le Temps de l'espérance
  - Les Jours de l'aventure
  - L'Heure des châtiments
  - La Nouvelle Saison
  - Le Jeu du Roi
  - Les instants de vérité
- Hong Kong et Macao, Gallimard, 1957

- Le Lion, Gallimard, 1958
- Les Mains du miracle, Gallimard 1960
- Inde, péninsule des dieux, Hachette, 1960
- Tous n'étaient pas des anges, Plon, 1963
- Pour l'honneur, Plon, 1964
- Terre d'amour et de feu. Israël 1925—1961, Plon, 1965
- Israël que j'aime, Sun, 1966
- Les Cavaliers, Gallimard, 1967
- Un mur à Jérusalem, Éditions Premières, 1968
- Les Rois aveugles, Plon, 1970
- Les Fils de l'impossible, Plon, 1970
- Des hommes, Gallimard, 1972
- Le Petit Âne blanc, Gallimard, 1975
- Les Temps sauvages, Gallimard, 1975
- Jugements derniers, Christian de Bartillat, 1995
- Avec les alcooliques anonymes
- Ami entends-tu… (propos recueillis par Jean-Marie Baron) La Table Ronde, 2006.
- Il pleut des étoiles…Portraits de Stars de cinéma, Gallimard

### Український переклад
- «Лев», К.: «Молодь», 1982, 200 стор.

Переклад роману здійснено Лесем Танюком. У творі порушено актуальні питання ставлення до природи, охорони навколишнього середовища.

## Факти
- У 1943 році Ж.Кессель разом зі своїм племінником М.Дрюоном переклали з російської «Пісню партизанів» француженки Анни Марлі, що стала справжнім гімном французького руху Опору.